# Hlubočice (Luže)
Hlubočice (deutsch Hlubotschitz) ist ein Wohnplatz der Stadt Luže in Tschechien. Er liegt fünf Kilometer südöstlich von Luže und gehört zum Okres Chrudim.

## Geographie
Die Streusiedlung Hlubočice erstreckt sich im bewaldeten Tal des Baches Hlubočický potok in der Novohradská stupňovina (Neuschlosser Stufenland). Südöstlich erhebt sich der Kozinec (419 m n.m.), im Westen der Na Průhoně (423 m n.m.). 
Nachbarorte sind Drahoš und Rvasice im Norden, Doubravice im Nordosten, Leština, Podchlum und Chlum im Osten, Dolany im Südosten, Střítež und Hluboká im Süden, Zhoř, Zadní Borek und Pod Lhotou im Südwesten, Brdo im Westen sowie Doly und Rabouň im Nordwesten. 

## Geschichte
Die ersten Häuser im engen Talgrund des Hlubočický potok wurden wahrscheinlich im 18. Jahrhundert errichtet. Erstmals schriftlich erwähnt wurde die zur Herrschaft Richenburg gehörige Ansiedlung im Jahre 1789. Nach der Einführung der Schulpflicht zum Ende des 18. Jahrhunderts wurden die Kinder aus Hlubočice zunächst in Richenburg unterrichtet. Ab 1823 erfolgte der Schulunterricht in Brdo. Hlubočice unterstand dem Ortsrichter von Brdo.
Im Jahre 1835 bestand das im Chrudimer Kreis gelegene zerstreute Rustikaldorf Hlubočitz aus 12 Häusern, in denen 62 Personen lebten. Pfarrort war Richenburg. Bis zur Mitte des 19. Jahrhunderts blieb Rabaun der Herrschaft Richenburg untertänig.
Nach der Aufhebung der Patrimonialherrschaften bildete Hlubočice ab 1849 einen Ortsteil der Gemeinde Doly im Gerichtsbezirk Skutsch. Ab 1868 gehörte das Dorf zum politischen Bezirk Hohenmauth. Die Kapelle wurde 1933 geweiht. Im Jahre 1961 wurde Hlubočice dem Okres Chrudim zugeordnet. 1970 hatte Hlubočice 3 Einwohner. Im März 1980 verlor Hlubočice seinen Status als Ortsteil von Doly und wurde dem Ortsteil Rabouň zugeordnet. Am 1. Januar 1981 wurde Hlubočice zusammen mit Doly nach Luže eingemeindet.

## Ortsgliederung
Die Ortschaft Hlubočice gehört zum Ortsteil Rabouň und ist Teil des Katastralbezirks Doly. 

## Sehenswürdigkeiten
- Kapelle der Jungfrau Maria von Lourdes, geweiht 1933
- Žižkovy šance, die Befestigungsanlage auf der Hochfläche nordwestlich des Dorfes soll der Überlieferung nach während der Hussitenkriege angelegt worden sein. Der erhaltene zweieinhalb Meter hohe Wall und der breite, bis zu drei Meter tiefe Graben sind jedoch wahrscheinlich keltischen Ursprungs und gehörten zu den Befestigungen des Oppidums. Eine dort inmitten einer Wiese gelegene Rasenerhebung wurde früher Žižkův stůl (Žižkas Tisch) genannt.